# Franz Resch (Politiker)
Franz Resch (* 1. Juli 1931 in Neutal) ist ein ehemaliger österreichischer Politiker (SPÖ) und Landesstraßenmeister. Resch war von 1968 bis 1990 Abgeordneter zum Burgenländischen Landtag. Er war verheiratet.

## Ausbildung und Beruf
Resch wurde als Sohn des Ofenbauers Franz Resch aus Neutal geboren. Er besuchte die Volksschule in Neutal und war danach zwei Klassen an einem Wiener Gymnasium sowie zwei Klassen am Gymnasium Mattersburg. Er erlernte zudem das Maurerhandwerk und schloss seine Lehre 1951 ab. Ab 1956 war er als Arbeiter beziehungsweise Vertragsbediensteter im mittleren technischen Dienst beim Bezirksbauamt Eisenstadt beschäftigt. 1964 wurde er zum Beamter ernannt, ab 1. Jänner 1967 war er Landesstraßenmeister und ab 1980 Landesfachoberinspektor.

## Politik
Resch war zwischen 1958 und 1984 Bürgermeister seiner Heimatgemeinde Neutal. Ihm oblag als Gründungsobmann beziehungsweise Präsident die Leitung des Wasserverbandes Mittleres Burgenland (1964 bis 1980), des Abwasserverbandes (1969 bis 1980) sowie des Müllverbandes Mittleres Burgenland (1969 bis 1980). Er war zudem bis 1993 Präsident des Sozialdemokratischen Gemeindevertreterverbandes.
Resch zog am 14. Mai 1968 als Abgeordneter in den Burgenländischen Landtag ein und gehörte diesem über fünf Gesetzgebungsperioden bis zu seinem Verzicht am 12. Juli 1990 an.